# كينت سيمبسون (لاعب هوكي الجليد)
كينت سيمبسون هو لاعب هوكي الجليد كندي، ولد في 20 يوليو 1975 في منطقة شمال فانكوفر ‏ في كندا.

## وصلات خارجية
- كينت سيمبسون (لاعب هوكي الجليد) على موقع دوري الهوكي الوطني (الإنجليزية)
- كينت سيمبسون (لاعب هوكي الجليد) على موقع EliteProspects.com (الإنجليزية)
- كينت سيمبسون (لاعب هوكي الجليد) على موقع HockeyDB.com (الإنجليزية)